# Jerzy Auerbach

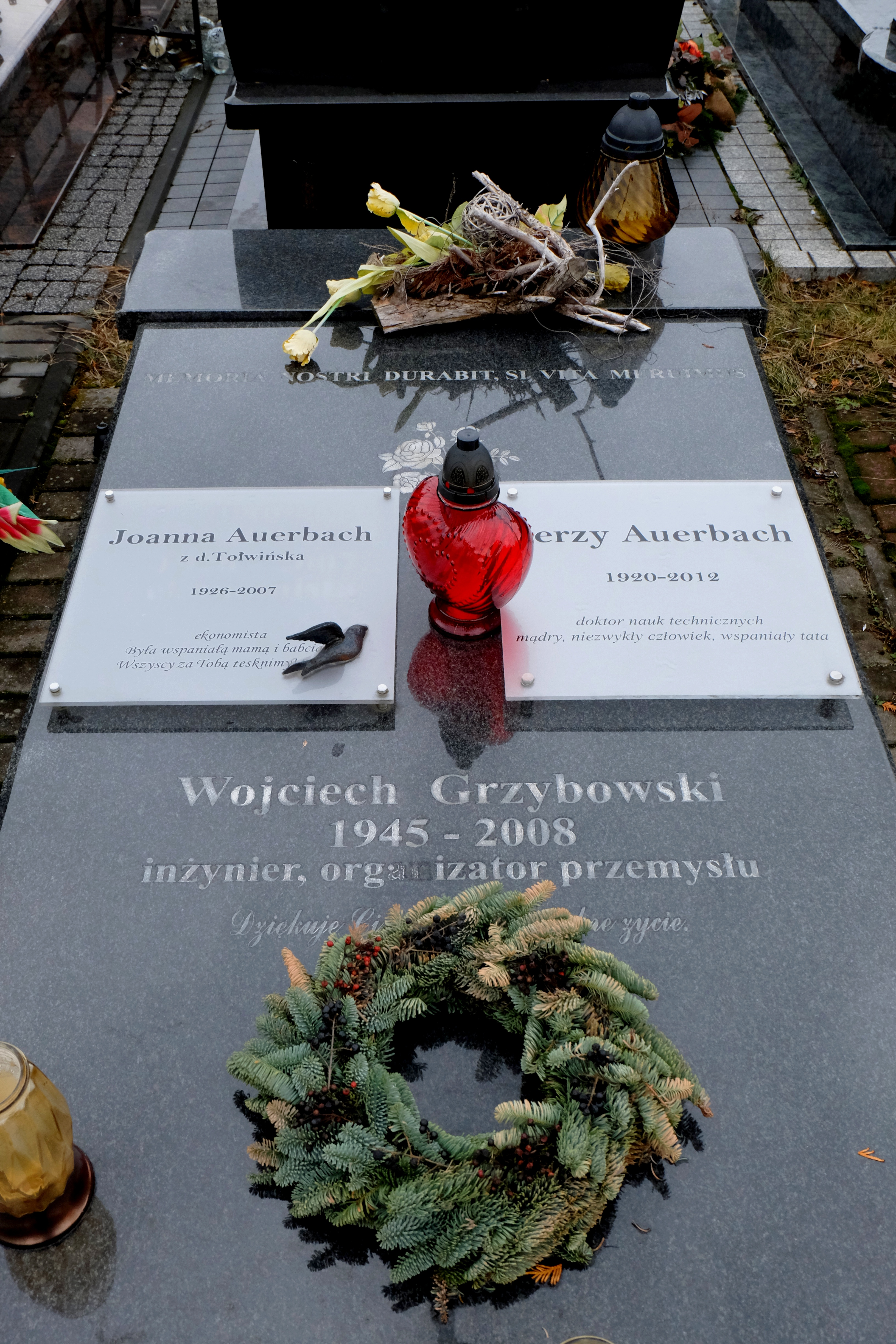
Grób Jerzego Auerbacha na Cmentarzu Komunalnym Południowym

Jerzy Auerbach (ur. 24 sierpnia 1920 w Warcie, zm. 7 sierpnia 2012 w Warszawie) – polski radioelektronik, doktor nauk technicznych.

## Życiorys
Ukończył studia na Wydziale Elektrycznym Politechniki Warszawskiej, a następnie pozostał na uczelni w charakterze pracownika naukowego i asystenta, a w później również wykładowcy. Równolegle związał się z przemysłem elektronicznym, był współtwórcą pierwszego polskiego radaru, za co uhonorowano go Nagrodą Państwową I stopnia. Pracował w Zjednoczeniu Przemysłu Elektronicznego „Unitra”, gdzie piastował funkcję kierowniczą w biurze konstrukcyjno-rozwojowym, a następnie dyrektora technicznego. Był również wykładowcą w warszawskiej Wojskowej Akademii Technicznej. Od 1960 przez dziesięć lat pełnił funkcję pełnomocnika rządu do spraw wykorzystania energii jądrowej. Był założycielem i od 1991 do 2000 redaktorem naczelnym magazynów „Audio-video” i „Life Video”.
Do dorobku naukowego Jerzego Auerbacha należą książki i podręczniki dotyczące elektrotechniki oraz publikacje i felietony o charakterze techniczno-naukowym. W uznaniu zasług odznaczony Krzyżem Komandorskim Orderu Odrodzenia Polski (1969).